# I grandi successi - Vol. 1 (Rondò Veneziano)
I grandi successi - Vol. 1 è una raccolta non ufficiale dei Rondò Veneziano pubblicata nel 1995 dalla BMG Ariola.

## Tracce
1. Rondò veneziano (Gian Piero Reverberi e Laura Giordano)
2. Ca' d'Oro (Gian Piero Reverberi e Laura Giordano)
3. Rialto (Gian Piero Reverberi e Laura Giordano)
4. Cattedrali (Gian Piero Reverberi e Ivano Pavesi)
5. San Marco (Gian Piero Reverberi e Laura Giordano)
6. Gondole (Gian Piero Reverberi e Laura Giordano)
7. Canal Grande (Gian Piero Reverberi e Laura Giordano)
8. Calli segrete (Gian Piero Reverberi e Laura Giordano)
9. Corso delle gondole (Gian Piero Reverberi e Laura Giordano)
10. Tramonto sulla laguna (Gian Piero Reverberi e Laura Giordano)
11. Regata dei dogi (Gian Piero Reverberi e Laura Giordano)
12. Laguna incantata (Gian Piero Reverberi e Laura Giordano)
13. Nostalgia di Venezia (Gian Piero Reverberi e Laura Giordano)
14. Visioni di Venezia (Gian Piero Reverberi e Ivano Pavesi)